# Flavia Royón
Flavia Gabriela Royón es una ingeniera industrial y funcionaria argentina. Fue secretaria de Energía entre agosto y diciembre de 2023, durante el gobierno de Alberto Fernández, bajo la conducción de Sergio Massa en el Ministerio de Economía, y secretaria de Minería de la Nación del Ministerio de Economía entre diciembre de 2023 y febrero de 2024, en la administración de Javier Milei. 

## Biografía
Tras realizar estudios en la Universidad Nacional de Salta, obtuvo el título de ingeniera industrial.
Consiguió una maestría en la IAE Business School de la Universidad Austral.También, realizó diplomaturas en Gestión Integral Minera en la Universidad Católica de Salta y en Políticas Públicas orientas al Crecimiento Económico en la Universidad Austral.

## Carrera

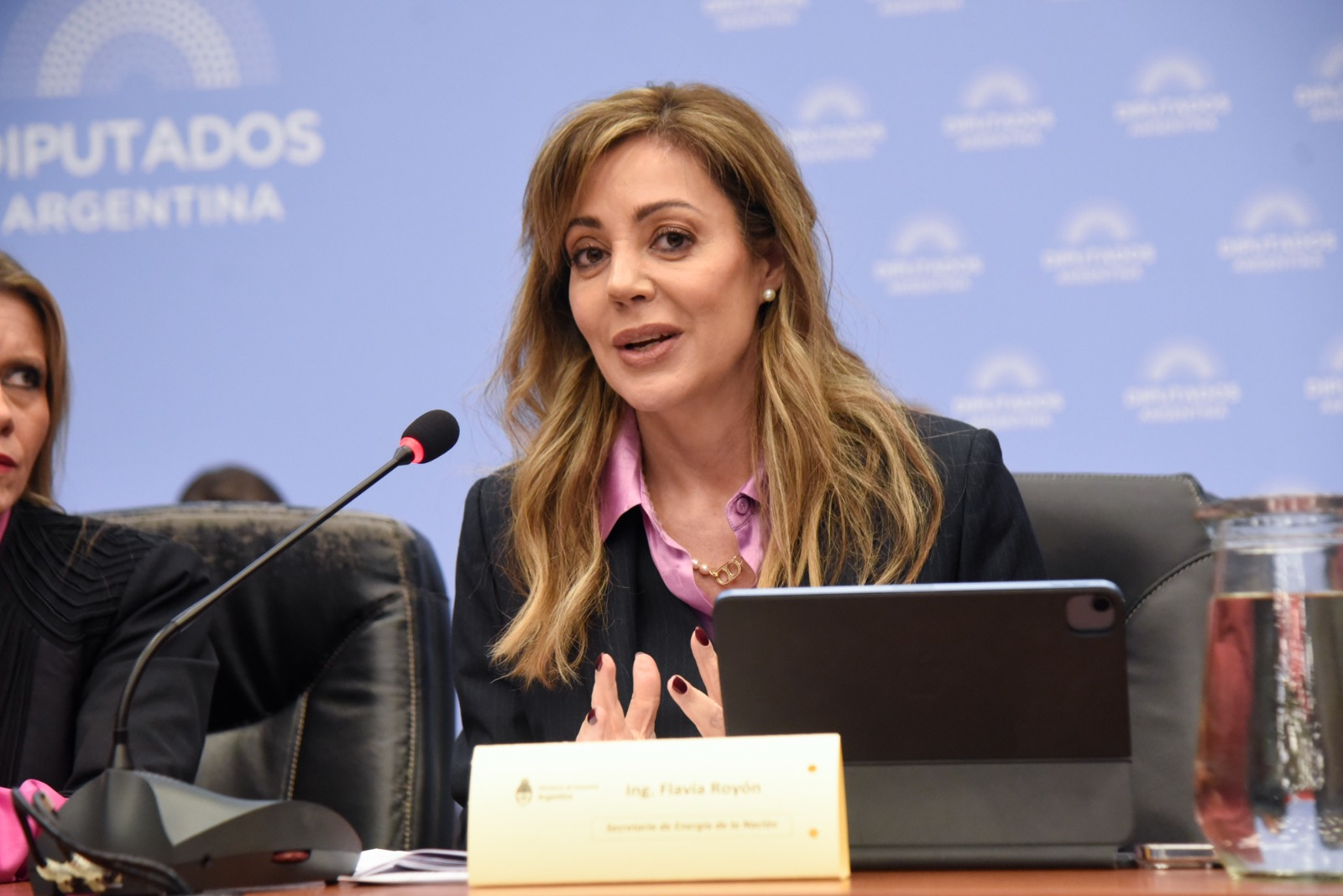
Royón en julio de 2023.

Desde 2002 hasta 2017, ocupó diversos puestos gerenciales en el Frigorífico Bermejo SA. Entre 2010 y 2014, trabajó en la Cámara de Comercio Exterior de Salta. Entre 2013 a 2014 y entre 2019 a 2020, se desempeñó como titular de la Fundación ProSalta.

### Secretaria en el Gobierno de la Provincia de Salta
El 19 de mayo de 2021, el gobernador de Salta Gustavo Sáenz le tomó juramento para asumir como secretaria de Minería y Energía de la Provincia.

### Secretaria de Energía de la Nación
El 17 de agosto de 2022, tras la posesión de Sergio Massa como ministro de Economía, fue designada secretaria de Energía de la Nación. Durante su gestión tuvo lugar la construcción de la etapa 1 de la mega obra del Gasoducto Perito Fransico Pascasio Moreno. Presentó su renuncia al cargo ante el cambio de gobierno el 10 de diciembre de 2023.

### Secretaria de Minería de la Nación
El 12 de diciembre de 2023, fue nombrada por el presidente Javier Milei, como secretaria de Minería de la Nación.El 9 de febrero de ese mismo año, tras la disputa entre Milei y gobernadores por la no aprobación de la ley de Bases, el presidente le pidió que presente su renuncia debido a la cercanía entre ella y el gobernador de Salta, Gustavo Sáenz.